# Campionat d'Espanya de trial 1975
La temporada de 1975 del Campionat d'Espanya de trial fou la 8a edició d'aquest campionat, organitzat per la Reial Federació Motociclista Espanyola. El calendari oficial constava de 8 proves puntuables. 4 de les proves programades es disputaren als Països Catalans: Trial de Primavera (6 d'abril), Barcelona, Olot i Ibi.

## Classificació final
Font:
| Posició | Pilot            | Motocicleta | Punts |
| ------- | ---------------- | ----------- | ----- |
| 1       | Manuel Soler     | Bultaco     | 75    |
| 2       | Quico Payà       | Montesa     | 60    |
| 3       | Xavier Cucurella | Bultaco     | 55    |
| 4       | Jaume Subirà     | Montesa     | 52    |
| 5       | Martí Terra      | Bultaco     | 42    |
| 6       | Alfons Soler     | Bultaco     | 42    |
| 7       | Albert Juvanteny | OSSA        | 37    |
| 8       | Salvador Vergés  | Bultaco     | 15    |
| 9       | Xavier Blanch    | Montesa     | 13    |
| 10      | Ramon Tresserras | Bultaco     | 13    |